# Le Pinacle, Jersey
Le Pinacle är en klippformation i kronbesittningen Jersey. Den ligger i den västra delen av ön Jersey, 13 km nordväst om huvudstaden Saint Helier.